# Cwichelm van Wessex

Engeland rond 600 n.Chr.

Cwichelm (ook Cuicelm, Cuichelm, Cwicelm genoemd; ? - 636) was van 611? tot aan zijn dood koning van de Gewissæ, een volksgroep, die in de late 7e eeuw als de "West-Saksen" het Angelsaksische koninkrijk Wessex zouden stichten.

## Leven

### Familie
Cwichelm was afkomstig uit het huis Wessex. Hij was een zoon van de koning Cynegils. Andere historici zien in Cwichelm echter een broer Cynegils. Cwichelm had een zoon genaamd Cuthred.

### Regering
Cynegils kwam in 611 als opvolger van Ceolwulf (594/597–611) aan de macht en maakte zijn zoon Cwichelm (611?-636) mogelijkerwijs reeds in 611 in een ondergeschikte rol deelgenoot in de regering. In 614 behaalden Cynegils en Cwichelm een belangrijke overwinning op de Britten bij Beandun (locatie onbekend, misschien Bampton in Oxfordshire of Bindon in Dorset), waarbij 2046 Welshmen sneuvelden. In 617 kwam het tot een oorlog met het koninkrijk Essex, in dewelke drie koningen van Essex, de broers Sexred, Sæward en een derde broer (van wie de naam niet is overgeleverd) sneuvelden.
Cwichelm liet in 626 een mislukte aanslag op koning Edwin van Northumbria, die Oswald in ballingschap had gedreven, plegen. Edwin ondernam daarop een strafexpeditie tegen de Gewissæ, in dewelke vijf West-Saksische "koningen" (mogelijk worden hier onderkoningen bedoeld en talrijke krijgers het leven lieten. De Angelsaksische kroniek noemt geen reden voor de aanslag, die vermoedelijk in de opperheerschappij van de Bretwalda Edwin is te zoeken. De slag bij Cirencester in 628 tegen de opkomende koning Penda van Mercia verliep eveneens weinig succesvol en eindigde met een vredesverdrag. Dit verdrag voorzag blijkbaar in het huwelijk van Cwichelms broer Cenwalh met een zus van Penda. Ook de hegemonie over de regio rond Cirencester in het koninkrijk Hwicce, waar zowel Angelen als Saksen woonden, ging over naar Mercia. Daarin lijkt een van de redenen voor de zuidwaartse expansie van de Gewissæ te liggen. Deze slag was het begin van de rivaliteit tussen Wessex en Mercia, die tot in de 9e eeuw zou aanslepen. Vermoedelijk stond de slag bij Cirencester in verband met Edwins vergeldingsveldtocht. Een zekere ondersteuning van Penda door Edwin is niet uit te sluiten.

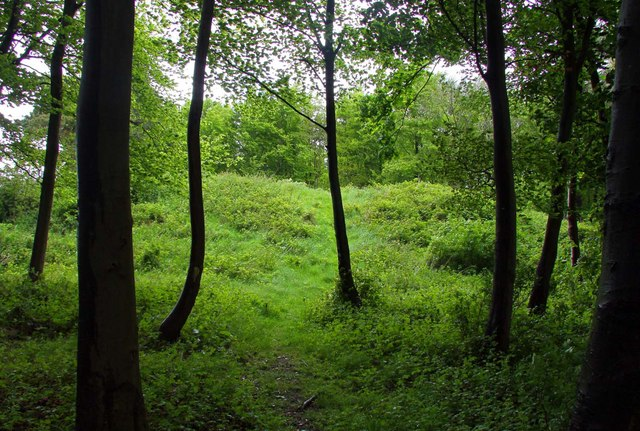
Scutchamer Knob is de vermeende grafheuvel van Cwichelm.

In 636 bekeerde Cwichelm zich ten slotte tot het christendom en werd door Birinus, die in het voorjaar reeds zijn vader had gedoopt, in Dorchester-on-Thames gedoopt (Angelsaksische kroniek s.a. 636.). Hij stierf noch in datzelfde jaar. Volgens een legendarische overlevering werd Cwichelm door Edwin van Northumbria bij Cwichelmeshlæw ("Cwichelms graf", Scutchamer Knob bij East Hendred in Oxfordshire) gedood. De vermeende grafheuvel zou met een vloek zijn overladen, die verhindert, dat vijandige legers ongehinderd naar Wessex kunnen doordringen.
Cwichelms zoon Cuthred liet zich in 639 dopen en ontving in 648 uitgestrekte landerijen met een grootte van 3.000 hidas bij Ashdown in Berkshire van zijn oom koning Cenwalh. Het gebied stemde overeen met bijna de helft van een koninkrijk als Lindsey, Sussex of Essex.